# Wurm Online
Wurm Online – gra komputerowa z gatunku MMORPG z otwartym światem, tworzona w języku Java i przy użyciu biblioteki Lightweight Java Game Library, rozwijana przez firmę Code Club AB.
21 października 2015 roku na platformie Steam została wydana samodzielna wersja gry pt. Wurm Unlimited, która umożliwia rozgrywkę w trybie jednoosobowym oraz możliwość stawiania własnych serwerów gry.

## Rozgrywka
Grę można określić jako survival MMO, w której można dostrzec podobieństwo do gry Minecraft. Gracz zaczyna rozgrywkę na wyspie pełnej lasów, jezior i gór, gdzie nie występuje cywilizacja. To zadaniem gracza jest tworzenie przedmiotów czy budynków. Wurm Online posiada w pełni interaktywny krajobraz. Drzewa można ściąć, by znów je posadzić, ziemię kształtować, tworząc doliny i wzgórza, w górach drążyć jaskinie lub podziemne przejścia.
W Wurm Online gracz nie spotka klas bohatera i poziomów doświadczenia. W zamian postać posiada możliwość zdobywania różnego typu umiejętności oraz występujących po walce lub upadku z wysokości wyleczalnych ran.
Niemal wszystkie dostępne przedmioty w grze są stworzone przez samych graczy. Surowce zostały wytworzone, lub też zebrane z krajobrazu gry. Posiadają wagę, stopień uszkodzenia, poziom jakości, wielkość, temperaturę. Większość rzeczy można ulepszyć lub zmodyfikować. Wyrób niskiej jakości przedmiotów nie jest kłopotliwy, jednak już stworzenie przedmiotu o wyższym standardzie wymaga większego doświadczenia już przy zbieraniu materiałów.
Gracze Wurm Online mają możliwość tworzenia społeczności wiejskich poprzez nabywanie wsi przy pomocy aktu prawnego, za pieniądze z gry. Wioski te (deed) dostarczają straż miejską NPC, chroniącą graczy i dobytku we wsi. Poza wioskami gracz posiada swobodę, jednak nielegalna działalność powoduje zmniejszenie liczby strażników.

### Produkcja
Produkcja przedmiotów w grze stanowi jedną z podstaw rozgrywki, może być ona złożona i czasochłonna (np. produkcja statku lub budowa domu) i nierzadko potrzeba wielu prób. Dla przykładu chcąc zrobić miecz, potrzebne jest odpowiednie żelazo. Żelazo można uzyskać znajdując rudę żelaza, którą należy wydobyć przy pomocy kilofa (też wcześniej zrobionego). Następnie należy rozpalić ogień (do którego potrzebna jest podpałka z drewna) oraz przetopić wykopaną rudę. Jednak do wykucia potrzebny jest młotek, do którego trzeba zrobić drewniany trzonek, zaś aby wykonać sam trzonek należy w kolejności: ściąć drzewo (tu potrzebna siekiera), pociąć cały pień w kłody i z tych dopiero można zrobić potrzebny trzonek. W rezultacie użytkownik, chcąc uzyskać miecz, przechodzi wiele podobnych czynności. Zdarza się, że popełnia błąd, wtedy część procesu trzeba powtarzać, lub tworzyć od nowa jeśli ilość nieudanych prób przekroczy wytrzymałość używanego materiału.

## Serwery
Istnieją 2 typy serwerów podstawowych: 
- Serwery PvE Freedom: Independence, Deliverance, Exodus, Celebration, Chaos, Celebration, Release, Pristine, Xanadu – grupa serwerów, w których gracz porusza się po terenie jednego królestwa, na których interakcja z otoczeniem (np. kradzieże) oraz PvP (poza serwerem Chaos) jest ograniczona.
- Serwery PvP Epic: Elevation, Desertion, Affliction, Serenity – serwery, gdzie gracz porusza się po terenie królestw, toczących między sobą wojny. Rozgrywka skupia się w głównej mierze na PvP i atakowaniu innych miast i wiosek.

Do dyspozycji jest razem ponad 512 km² powierzchni krainy. Istnieje ograniczona możliwość poruszania awatarem pomiędzy serwerami z poziomu gry. Poza powyższymi istnieją jeszcze serwery tutorialowy i testowy. Nowi gracze zaczynają w Glitterdale bądź First Light na serwerze tutorialowym Golden Valley.

## Rozwój gry
Wurm Online rozwijany był od połowy 2003 roku. Gra była dostępna w otwartej becie przez około 3 lata, gdy w czerwcu 2006 została oficjalnie dostępna dla graczy.
Przed zagraniem, w wersji Gold mamy do wyboru 2 konta:
- Konto podstawowe – drabinka umiejętności po zdobyciu konkretnego poziomu nie jest rozwijana, świat gry posiada ograniczenia nałożone na gracza, darmowe.
- Konto premium – nieograniczone możliwości rozwoju postaci gracza, żadnych ograniczeń w świecie gry[10].

W grudniu 2008 roku, gra została zareklamowana (czy raczej ogłoszona, jako że to był zwykły post) na serwisie 4chan. Spowodowało to gigantyczny napływ nowych graczy, skutkiem czego pojawiły się duże lagi. Twórcy gry wprowadzili pierwotnie limit graczy na serwerze (do 250), po czym dodali nowy serwer dla nowych graczy – Golden Valley. Napływ graczy był jedynie tymczasowy, jako że większość z nich się do gry zniechęciła.